# Rave - The Groove Adventure
Rave - The Groove Adventure (レイヴ?, Reivu) è un manga di Hiro Mashima, che ha esordito in Giappone nel 1999, per approdare in Italia nel 2004, grazie alla casa editrice Star Comics. La serie è iniziata in sordina sulle pagine di Weekly Shōnen Magazine per poi diventare uno dei maggiori successi dei primi anni duemila. Si è conclusa in Giappone con il volume 35. In Italia la serie è terminata a febbraio 2007. Si tratta di un classico shōnen manga di ambientazione fantasy, incentrato sulla lotta fra il bene, rappresentato dalla pietra della luce Rave, e il male, rappresentato dalla pietra dell'oscurità Dark Bring. I suoi maggiori punti di forza sono la qualità dei disegni e la comicità demenziale che pervade gli albi.
Dal fumetto è stata tratta anche una serie TV anime intitolata Groove Adventure Rave (anche nota come Rave Master), composta da 51 episodi, prodotta da Studio Deen e trasmessa su Tokyo Broadcasting System. È inedita tuttora in Italia. L'anime ripercorre gli eventi del manga all'incirca fino al volume 12, poiché all'epoca il fumetto era ancora in corso d'opera. Esiste anche un episodio anime OAV crossover di 25 minuti, con la serie Fairy Tail (altra opera di Mashima) prodotto da A-1 Pictures e Satelight, intitolato Fairy Tail x Rave.

## Trama
La storia ha inizio con un breve prologo nell'anno 0015 (cronologia di Rave), anno in cui si è svolto il primo grande combattimento fra Holy Bring (Rave) e Dark Bring che minacciava di distruggere il mondo. Shiba, il primo Rave Master riesce a sconfiggere Dark Bring grazie a Rave e alla sua spada Ten Commandments, ma non riesce a distruggerla completamente. Anzi, l'esplosione conseguente alla sconfitta di Dark Bring (Overdrive), oltre a distruggere un decimo del mondo allora conosciuto, porta alla frammentazione di Rave in cinque parti che si spargono in diversi luoghi del pianeta. Solamente un frammento rimane nelle mani di Shiba, che da allora dedicherà la sua vita alla ricerca delle Rave perdute.
Con un balzo temporale di cinquant'anni la narrazione si sposta sulla pacifica isola di Garage, dove un adolescente di nome Haru Glory pesca per sbaglio Plue, una buffa creatura con il naso a cono, che si rivelerà essere il messaggero di Rave. Lo stesso giorno Haru incontrerà Shiba, aiutandolo nella sua lotta contro un inviato di Demon Card (organizzazione che usando il potere di Dark Bring cerca di avere il controllo del mondo), che vuole rubare il frammento di Rave al vecchio spadaccino. Durante questo combattimento Haru scopre di essere stato designato come nuovo Rave Master, e di poter utilizzare il potere di Rave per combattere Dark Bring. Una volta presa coscienza delle sue responsabilità che da questo momento in poi graveranno su di lui piegandolo ad un destino che non è in grado di evitare, Haru deciderà di abbandonare Garage Island e di mettersi alla ricerca dei restanti quattro frammenti di Rave, accompagnato da Plue.
Alla spedizione di ricerca si uniscono poco dopo anche Elie, una giovane ragazza che ha perso la memoria e Musica, un manipolatore dell'argento. La compagnia, inseguita da emissari di Demon Card sempre più potenti riesce a trovare una seconda Rave nascosta nelle profondità di una montagna. Mentre ricercano la terza Rave Haru incontra suo padre dato per morto, e si trova a combattere assieme a lui contro King, il comandante di Demon Card. Haru riesce a sconfiggerlo, ma la vittoria costerà la vita a suo padre.
Questa prima vittoria non basta però a sconfiggere l'organizzazione, che viene riformata sotto la guida di Lusha, figlio di King. Prosegue quindi la ricerca delle due restanti Rave, mentre parallelamente Lusha si mette alla ricerca delle cinque Dark Bring supreme, con cui conta di provocare un secondo overdrive.
Durante il suo viaggio Haru conquisterà molti alleati che sapranno sostenerlo nell'ultima inevitabile battaglia.
Tra questi importanti sono Let e Julia i Dragon Race, Griffon Kato e Ruby i semi-umani, Belnika la maga, Sieghart il manipolatore degli elementi, Seyla la sirena e molti altri che finiranno per essere conquistati dal carisma del Rave Master.

## Personaggi principali

I protagonisti, Haru e Elie

### Il gruppo di Haru
- Haru Glory: è il protagonista della storia, un ragazzo dall'animo semplice e generoso, che vive tranquillamente sull'isola di Garage Island con sua sorella Cattleya. Dopo aver scoperto di essere il nuovo Rave Master accetta con coraggio la nuova responsabilità e decide di partire per eliminare Demon Card, riportare la pace e poter ritornare un giorno a vivere felicemente con la sorella. Il suo legame con Elie è uno dei più forti di questo manga, tanto che, alla fine, i due si sposeranno.
- Plue: è il messaggero di Rave, una creatura misteriosa (un cane? Un insetto?) che è in grado di percepire la presenza dei frammenti di Rave. Diventerà il compagno inseparabile di Haru, accompagnandolo nel suo viaggio e aiutandolo nei combattimenti. Il suo naso è in grado di distruggere Dark Bring.
- Elie: è una ragazza estroversa e allegra, molto abile nel gioco d'azzardo e nella danza, che Haru incontra all'inizio del suo viaggio. Ha perso la memoria, e si unisce al Rave Master sperando che il viaggio la aiuti a recuperarla e fare luce sul suo passato. Si scoprirà in seguito che è in grado di manovrare il potere di Etherion, una magia molto potente usata in passato per creare Rave e in grado di distruggere il mondo se usata senza criterio. Verso la fine della serie si scoprirà che è in realtà Resha Valentine, la creatrice di Rave creduta morta 50 anni prima dell'inizio della storia. Palese è il suo legame sempre più forte con Haru che, al termine del manga, arriverà a sposare.
- Hamlio Musica: è il capo di una banda di ladri e pirati dell'aria, chiamata Silver Rhythm. È un Silver Claymore, ossia una persona che ha l'abilità di trasformare, tramite la manipolazione mentale, un pezzo di argento in svariati oggetti o armi, come catene, fruste e lance. Si unisce al gruppo per trovare Silver Ray, una terribile arma d'argento che il suo tutore Rize, in punto di morte, gli ha chiesto di distruggere.
- Griff: il suo nome completo è Griffon Kato. È uno strano essere gelatinoso alto una ventina di centimetri che si unisce stabilmente al gruppo insieme al suo cavallo Tanchimo in qualità di navigatore e cartografo. Viene etichettato come pervertito.
- Let: è un Dragon Race, una razza del mondo magico che unisce le caratteristiche dei draghi e degli umani. Inizialmente affronta Haru da nemico, al servizio di King, ma dopo essere stato sconfitto dal Rave Master decide di unirsi al suo gruppo con l'obbiettivo di cercare avversari degni di essere sfidati. In seguito riesce ad ottenere vendetta contro Jegan, uno degli Oracion Seis di Demon Card, che ha sterminato la sua razza e gli ha sottratto la sua amata Julia. Inizialmente ha l'aspetto di un drago, ma durante il primo scontro con Jegan (quando viene però sconfitto) prende sembianze umane.
- Ruby: è un pinguino che dirige un casinò volante ereditato dal padre, e ama usare i suoi soldi per comprare oggetti rari e stravaganti. È molto ingenuo, infatti inizialmente viene manipolato dalla banda di Doryu, ma ha un animo molto buono ed è sempre pronto ad aiutare gli amici. Successivamente scopre da Sieghart di avere una predisposizione all'arte magica ed incomincia a studiare per diventare un mago.
- Julia: è la ragazza di Let, che si unisce al gruppo dopo che Let ha sconfitto in combattimento Jegan e l'ha fatta tornare umana (si era trasformata in drago in seguito a un rito mal eseguito). È dotata di grande forza fisica e ha un carattere molto forte e deciso.
- Belnika: è una maga che inizialmente si pensa sia dotata del potere di Etherion. In realtà è dotata solamente di comuni poteri magici, ma tornerà molto utile al gruppo per le sue magie curative.
- Shuda: è un ex membro degli Oracion Seis di Demon Card. Inizialmente antagonista, ha uno scontro con Haru nel quale perde l'occhio sinistro e la mano destra, ma in seguito, dopo aver promesso a Gale di proteggerne il figlio, si unisce al gruppo. È un abile spadaccino e utilizzatore di Dark Bring; dopo la sconfitta da parte di Haru ottiene una potente spada dal padre di quest'ultimo e diventa ancora più forte. In passato combatté contro Gale, venendo surclassato; da quel momento inizia ad ambire a superarlo. Sembra che abbia una relazione con Cattleya.

### Demon Card
La famiglia Rareglove
- Gale Rareglove: conosciuto anche come "King" è stato il primo comandante di Demon Card e discendente dell'antico regno di Rareglove. Ha fondato Demon Card insieme a Gale Glory, ma dopo la loro separazione dovuta a divergenze di sangue, King è diventato il leader unico. Ben presto, è stato corrotto dal potere del Dark Bring, che ha utilizzato per rafforzare l'organizzazione e trasformarla in una forza malvagia. Anni dopo, Gale lo denuncia all'impero, ma le sue intenzioni vengono fraintese, portando l'impero a compiere un massacro contro Demon Card, in cui vengono uccisi sua moglie, Emilia, e presumibilmente suo figlio Lusha. King viene catturato dall'impero, ma riesce a evadere grazie al potere del Dark Bring. Nel presente, Haru e Gale Glory affrontano King nella Torre di Din, dove King ha intenzione di usare la Dark Bring artificiale "End of Earth" per causare un secondo Overdrive (Lo stesso di 50 anni prima). lo scontro termina con la sua sconfitta e riaquisendo la ragione King si suicida facendo anche sovraccaricare la Dark Bring che fa crollare il palazzo causando però anche la morte di Gale Glory. King utilizza ben cinque Dark Bring, e anche senza l'uso di Sinclaire rimane sempre incredibilmente potente. Utilizza la spada Decalogus, una Dark Bring e corrispettivo malvagio della Ten Commandments. Tra le sue Dark Bring vi è Black Zenith, che lancia una sfera nera capace di disintegrare tutto ciò che tocca, Gate, che apre portali tra i mondi, Monster Prison uno dei Dark Bring "invertiti", dal potere incontrollato di sigillare corpo e anima del portatore, trasformandolo in una bestia priva di ragione e immune al dolore, capace di sparare raggi energetici dalla bocca. L'ultima Dark Bring è Warp Road che conferisce il potere del teletrasporto.

- Lusha Rareglove: è il principale antagonista della serie. Figlio di King, secondo comandante di Demon Card e erede al trono del Regno Rareglove, fu ritenuto morto insieme a sua madre Emilia durante il famigerato assalto dell'Impero al quartier generale del Demon Card, avvenuto dieci anni prima dell'inizio della serie. Tuttavia, sopravvissuto al massacro, Lusha venne imprigionato nel 66° livello sotterraneo della prigione di massima sicurezza nel deserto, Mega Unit, dove divenne una leggenda temuta, noto come il Demone Biondo, un ragazzo il cui potere era così immenso da rappresentare una minaccia per l'intero mondo. Dopo la morte di suo padre nella battaglia della Torre di Din, Lusha acquisì la forza necessaria per fuggire violentemente dalla sua prigione. Proprio come Gale Glory e King erano destinati a scontrarsi, Lusha si pone come la perfetta antitesi del Rave Master, autoproclamandosi il "Dark Bring Master". Inizialmente, era in possesso di Sinclair, il primo frammento di Endless, la madre di tutti i Dark Bring, un artefatto capace di creare uno spazio dimensionale distorto con una pressione tale da annientare qualsiasi cosa. Dopo oltre dieci anni sotto l'influenza di Sinclair, Lusha ottenne una forza, velocità, resistenza e durata sovrumane, oltre a una profonda conoscenza. Impugna anche una versione avanzata della spada di suo padre,Neo-Decalogue, dotata delle stesse abilità della TCM di Haru. Il suo potere aumento esponenzialmente quando assorbe tutte le Madri Dark Bring compreso Endless nella sua vera forma. Diventato praticamente onnipotente Lusha si prepara a distruggere il mondo per crearne uno nuovo a sua immagine, cercando anche di rapire Ellie e farne sua sposa, scontrandosi con Haru e tutti i suoi alleati. Durante lo scontro finale con quest'ultimo Lusha rivela tutta la sua rabbia e attrito per l'umanità, come egli è stato privato della sua libertà e felicità, descrivendosi come maledetto fin dalla nascita a causa di un conflitto generazionale. Lusha riesce finalmente a trovare pace alla fine dello scontro con Haru, dove viene sconfitto, disintegrandosi insieme a Endless.

- Shakuma Rareglove: è considerato il mago più potente del mondo e il mentore di Haja. Fu arruolato da Lusha con l'obiettivo di rapire Elie e trasformarla nella sua sposa. Successivamente, si rivela essere l'ex primo sovrano del regno di Rareglove, nonché padre di King e nonno di Lusha. Shakuma è noto anche per aver assassinato, in passato, il re di Symphonia e nonno di Haru e artefice della guerra tra i due regni che ha influenzato le generazioni successive. Dotato di un'enorme potenza magica, fu in grado di distruggere un'intera città con un incantesimo avanzato, sterminando i suoi abitanti nella ricerca di un frammento di Sinclaire appartenente a Ogre. Raggiunge in volo l'armata dei ribelli scatenando immense devastazioni (tra cui piogge di meteoriti e tsunami) venendo tuttavia sconfitto dall'Etherion di Elie. Prima di morire, dichiara orgoglioso che Lusha avrebbe dominato tutti i tempi, per poi dissolversi. Shakuma si mostrava solenne e serio, ma dopo essere stato colpito da Elie, rivelò il suo lato sadico e ripugnante mostrando nessun rimpianto nell'aver causato secoli di guerra e morte, rovinato la vita a suo nipote, causato la morte della moglie di King e la sua caduta nella pazzia.

Oracion Seis: sono i sei guerrieri più potenti di Demon Card. Shuda originariamente ne faceva parte ma dopo la sua sconfitta, è stato sostituito da Deep Snow. L'attributo distintivo degli Oracion Six, è un set di Dark Bring speciali considerato il più potente al mondo, secondo solo forse ai cinque pezzi della madre di tutti i Dark Bring, Sinclair (che ha causato l'Overdrive 50 anni fa). Le Dark Bring a Sei Stelle consentono a ogni membro degli Oracion Six di piegare una forza della natura alla propria volontà.
- Haja: è il leader degli Oracion Six, il suo membro più potente e uno dei maghi più importanti del mondo, secondo solo al suo maestro Shakuma (il più grande mago del mondo). La sua potenza schiacciante è attribuita principalmente alla sua capacità di generare quantità illimitate di mana, che gli è valsa il titolo di "Haja l'Infinito"; quest'abilità apparentemente naturale deriva in realtà da un Dark Bring artificiale "Tipo-61" impiantato dentro di lui. Inizialmente raffigurato come uno dei membri più leali di Demon Card, essi è in realtà un individuo altamente subdolo e ambizioso, che ha complottato per far eliminare le forze più potenti sia per il bene che per il male, bramando il potere supremo e il controllo sul mondo intero e su tutto il tempo. A tal scopo, torna nella sua città natale di Mildian per acquisire il grande potere che vi risiedeva, il Cronus, ma viene osteggiato Sieghart che alla fine, aiutato anche dalla gente di Mildian, lo uccide. In seguito fu rivelato che Haja portava dentro di sé l'essenza dello scienziato pazzo Igor Kilkila, che fu liberato dopo che Haja fu ucciso (Igor fu successivamente sconfitto e imprigionato da Sieg e dalla gente di Mildian)
- Reina: è un'avvenente donna da i capelli verdi e indossa un vestito serale rosso bordò. è una Silver Claimer, come Musica. È diventata membro della Demon Card per vendicare l'ingiustizia fatta al padre, così come per trovare la sua più grande opera, la nave Silver Ray, del cui furto suo padre era stato ingiustamente accusato e imprigionato. Inizialmente è dispettosa nei confronti di Musica durante il loro primo incontro, poiché credeva che il suo mentore Rize fosse il vero colpevole del furto del Silver Ray, e quindi credeva fosse conoscenza della sua posizione. Utilizza il Six Star Dark Bring; White Kiss, che può creare argento dal nulla e manipolarlo per creare armi d'argento. Nella battaglia contro Ogre scopre che fu quest'ultimo ha rubare la Silver Ray da suo padre. In questa battaglia, insieme a Musica, usano la magia Silver Bonds disintegrando Ogre. Si sacrifica alla fine dello scontro per far esplodere la Silver Ray distruggendo il cannone costruito dagli Onigami, spingendo via Musica. Nei sui ultimi istanti immagina un diverso futuro dove lei e Musica, avvicinatosi nel corso della storia, si sono sposati e hanno figli. La sua anima viene poi fusa con l'argento del Silver Ray diventando una lancia, usata poi da Musica,
- Jegan: è un membro della razza dei draghi nel Makai e il fratello minore del generale Jeide. È coinvolto in una faida feroce con il suo ex amico Let, a causa della distruzione del loro villaggio natale da parte di Jegan e del massacro della loro specie, in particolare Julia, la ragazza di Let. In realtà, tuttavia, Jegan ha finto la morte di Julia, che è diventata un drago completo che gli fa da compagna e destriero senza cervello, dopo che ha fallito intenzionalmente la sua prova di drago per dispetto. Utilizza l'"albero" Six Star Dark Bring Yggdrasil, che può assorbire energia e manipolare la vita vegetale. Si lancia all'attacco del gruppo Rave con un'armata di Draghi venendo sconfitto da Let e perdendo il controllo di Julia. Ritrovato privo di sensi nella spiaggia di Wrist Dome, la città coperta viene trovato e accudito da una ragazza di nome Janna. Depresso e senza più uno scopo viene raggiunto dal Generale Jeide, Suo fratello maggiore, e una sua conversazione gli fà considerare l'idea di ricominciare da capo. Ma in quel momento la città viene completamente annientata da una pioggia di meteoriti scatenata da Shakuma che insieme ad'Haja, erano venuti a recuperare il pezzo di Sinclaire Last Physics e ad eliminare Jegan per il suo fallimento. Jegan muore nel vano tentativo di salvare Janna dalla pioggia di meteoriti, con grande dolore e indignazione del fratello Jade.
- Julius: è uno spadaccino estremamente narcisista e vanitoso riguardo la sua bellezza,  e cerca sempre il momento adatto per vantarsi di fronte a gli altri, considerando un rivale chiunque possa definirsi favoloso al suo livello. diventa però violento e aggressivo quando il suo viso viene ferito. Per la sua natura spesso comica e ridicola viene quasi mai visto come un vero pericolo. Possiede la Six Star Dark Bring: Armure D'Etoile con cui può congelare qualsiasi cosa e persone e manipolare il ghiaccio. Partecipa all'annuale gara di Ballo di Ribeila, di cui è sempre il vincitore, dove rimane abbagliato cosi tanto dall'esibizione di Elie da tradire Demon Card e allearsi con il gruppo e i ribelli per affrontare i Blue Guardians.
- Berial: soprannominato "l'arciduca dei demoni" è un grosso essere demoniaco dalla pelle Blu, corna grigie, indossa un'armatura nera ed è il membro più aggressivo e crudele degli Oracion Seis. Possiede la Six Star Dark Bring: G-Earth che gli permette di manipolare il terreno a suo piacimento. Dopo il primo incontro con Haru, dove riesce a sopraffarlo con poche difficoltà, ricompare verso la fine attaccando il gruppo nel tempio del Rave con un'armata di Insetti giganti, venendo sconfitto con un solo colpo da Haru.
- Deep Snow: era uno dei 4 membri d'alto rango dell'impero con il titolo di il Generale del Nord, in realtà si è rivelato un agente doppiogiochista sotto Demon Card, causando un attacco che distrugge l'intero quartier generale lasciando Jeida come unico sopravvissuto. Ritornato nell'organizzazione quando Lucia diviene il nuovo sovrano, viene scelto come sostituto di Shuda all'interno degli Oracion Six. Utilizza la Six Star Dark Bring: Zero Stream, che gli consente di controllare tutto ciò che scorre (principalmente elementi come acqua, vento, sangue, ecc.). è stato creato nel laboratorio di Igor Kilkika come arma segreta di Demon Card, è stato poi cresciuto da King come un secondo figlio ma dopo che egli vide l'incontrollabile potere di Snow, quest'ultimo venne tenuto in disparte dalla battaglia credendo di essere stato abbandonato. dalla sua nascita ha impiantato la Dark Bring Type 56 , che gli consente di attingere al suo potere latente e migliorare le sue capacità fisiche (simile al Monster Prison di King). Si scontra in un duello intenso con Shuda venendo sconfitto; tuttavia, Shuda lo risparmia e gli rivela che King aveva agito per compassione nei suoi confronti, tenendolo lontano dalla battaglia sapendo che sarebbe morte e volendo lasciarlo vivere trattandolo come un figlio proprio come Snow lo aveva ammirato come un padre. Il suo destino dopo la battaglia rimane sconosciuto.

i Cinque Guardiani: sono i guerrieri scelti ed'evocati da King per difendere la Torre di Din, durante la preparazione del secondo Overdrive. Verranno sconfitti dal gruppo Rave e i guardiani di Rabarrier. Let era in passato un loro membro.
- L'Tiangle: è il leader e il più potente dei guardiani. è un grosso essere metallizzato con una grossa Campana triangolare sulla testa. Possiede la Dark Bring Trasparent, che gli consente di rendere invisibili sia gli oggetti che se stesso. Ha anche un potere non correlato al suo Dark Bring che gli consente di sigillare gli avversari all'interno del paesaggio dei loro ricordi. Viene sconfitto da Musica che lo riduce in pezzi con il suo stesso attacco.
- Racas: è un demone giallo con i capelli a forma di ferro di cavallo, ha un accento francese e porta un paio di maracas ed è costantemente alla ricerca dell'approvazione di Ltiangle. Non può fare a meno di ballare e il suo Dark Bring, "Rhythm Counter", gli consente di riflettere gli attacchi al mittente ma con una potenza molto maggiore. Può anche possedere la capacità di leggere i pensieri degli altri. viene sconfitto da Haru.
- Rionette: riconoscibile per la pelle verde, il collo lungo e la propensione a parlare in rima. Nonostante queste stranezze, Rionette è facilmente il più sadico del gruppo; usa la Dark Bring Shadow Doll, che gli permette diteletrasportarsi ovunque si trovi l'ombra del suo avversario e renderlo incapace di muoversi standoci sopra. Viene sconfitto da Solacido con l'aiuto di Elie e Plue
- Ron Glace: è il membro più grande e violento, ma anche il più debole e stupido dei Guardiani del Palazzo. Nonostante sia un'enorme armatura, Ron è un codardo nel profondo e combatte con tattiche subdole. Le sue armi principali sono un enorme scudo e una lancia, quest'ultima che usa come mezzo per il suo Dark Bring Spikes, che gli consente di generare punte di metallo direttamente da sotto i piedi del suo avversario ogni volta che colpisce il terreno. viene sconfitto facilmente da Solacido

Altri Membri:
Feber:  È un soldato di Demon Card, subordinato di Shuda e il primo avversario che Haru ha combattuto. Ha raggiunto Garage Island per trovare la sfera Rave, ferisce gravemente Shiba con il suo braccio bazooka , ma Haru lo colpisce con il Rave mettendolo al tappeto. Shuda in seguito gli dona la Dark Bring Full Metal, che gli ha permesso di trasformare la sua pelle in metallo. Ha attaccato di nuovo Haru ed è stato nuovamente sconfitto con la forma Explosion della Ten Powers Sword. Nel manga è possibile che Gemma lo abbia poi assunto al Cafe Tsubomi.
Georgo: alleato di Demon Card e il presidente della pista da corsa illegale di cani a Hip Hop Town, Haru lo sfida dopo che i suoi scagnozzi hanno catturato Plue. Georco possiede la Dark Bring Smoke Bay, che gli consente di trasformare il suo corpo in fumo e creare una nuvola di soffocante monossido di carbonio. Haru lo sconfigge grazie all'aiuto di Plue (che assorbe la sua DB) e alla prima sfera Rave, nel manga (nell'anime con la prima forma dei Dieci Poteri) Nell'anime, si accenna al fatto che Shuda lo abbia fatto uccidere dopo la sua sconfitta mentre nel manga viene mostrato in un capitolo che dopo la sua sconfitta il suo business è crollato e lui è finito in bancarotta
Lance: era il comandante della 17esima unità dei soldati di Demon Card. Lance è uno spadaccino psicopatico e sanguinario che prova puro piacere nell'uccidere. In passato gli è stato forgiato dal fabbro Galein Musica la Spada Beast Sword, che Lance usò per sterminare la sua famiglia (tranne per suo nipote Musica che fù l'unico sopravvissuto) poi regnando Punk Street on il pugno di ferro. Quando viene a sapere di Haru, rapisce Ellie costringendolo a sfidarlo. la sua spada gli consente di creare illusioni a suo piacimento che unito al suo Dark Bring: Real Moment gli consente di rendere reali le sue illusioni. Nello scontro con Haru, quest'ultimo gli rompe la spada, facendogli perdere tutta la sua sicurezza rivelandosi come un codardo e chiedendo pietà. Haru decide inizialmente di lasciarlo vivere ma quando Lance cerca di Attaccarlo alle spalle Haru lo uccide con un colpo di Spada.
Poosya & Rugass 07: erano due soldati di Demon Card e ex-sottoposti di Shuda. Poosya è un uomo basso, grasso e pervertito e possiede la Dark Bring: Glue Tear che gli permette di sparare colla dai capelli mentre Rugass è un cyborg biondo dal corpo armato. Vengono sconfitti da Musica nella fortezza di Rhapsodia.

## Volumi
| Nº | Data di prima pubblicazione | Data di prima pubblicazione | Data di prima pubblicazione |
| Nº | Giapponese                  | Giapponese                  | Italiano                    |
| -- | --------------------------- | --------------------------- | --------------------------- |
| 1  | 17 novembre 1999            | ISBN 978-4-06-312779-9      | 8 aprile 2004               |
| 2  | 15 dicembre 1999            | ISBN 978-4-06-312788-1      | 10 maggio 2004              |
| 3  | 17 febbraio 2000            | ISBN 978-4-06-312806-2      | 10 giugno 2004              |
| 4  | 17 maggio 2000              | ISBN 978-4-06-312841-3      | 9 luglio 2004               |
| 5  | 17 luglio 2000              | ISBN 978-4-06-312860-4      | 10 agosto 2004              |
| 6  | 14 settembre 2000           | ISBN 978-4-06-312884-0      | 6 settembre 2004            |
| 7  | 16 novembre 2000            | ISBN 978-4-06-312904-5      | 6 ottobre 2004              |
| 8  | 17 gennaio 2001             | ISBN 978-4-06-312925-0      | 8 novembre 2004             |
| 9  | 16 marzo 2001               | ISBN 978-4-06-312950-2      | 9 dicembre 2004             |
| 10 | 17 maggio 2001              | ISBN 978-4-06-312969-4      | 10 gennaio 2005             |
| 11 | 10 agosto 2001              | ISBN 978-4-06-313008-9      | 9 febbraio 2005             |
| 12 | 17 settembre 2001           | ISBN 978-4-06-313019-5      | 8 marzo 2005                |
| 13 | 16 novembre 2001            | ISBN 978-4-06-313042-3      | 11 aprile 2005              |
| 14 | 17 gennaio 2002             | ISBN 978-4-06-313065-2      | 11 maggio 2005              |
| 15 | 15 marzo 2002               | ISBN 978-4-06-313085-0      | 9 giugno 2005               |
| 16 | 17 maggio 2002              | ISBN 978-4-06-363106-7      | 11 luglio 2005              |
| 17 | 17 luglio 2002              | ISBN 978-4-06-363122-7      | 8 agosto 2005               |
| 18 | 17 settembre 2002           | ISBN 978-4-06-363144-9      | 9 settembre 2005            |
| 19 | 15 novembre 2002            | ISBN 978-4-06-363165-4      | 11 ottobre 2005             |
| 20 | 17 febbraio 2003            | ISBN 978-4-06-363201-9      | 8 novembre 2005             |
| 21 | 17 aprile 2003              | ISBN 978-4-06-363224-8      | 6 dicembre 2005             |
| 22 | 17 giugno 2003              | ISBN 978-4-06-363249-1      | 9 gennaio 2006              |
| 23 | 12 agosto 2003              | ISBN 978-4-06-363272-9      | 9 febbraio 2006             |
| 24 | 17 ottobre 2003             | ISBN 978-4-06-363297-2      | 9 marzo 2006                |
| 25 | 17 dicembre 2003            | ISBN 978-4-06-363318-4      | 10 aprile 2006              |
| 26 | 17 febbraio 2004            | ISBN 978-4-06-363336-8      | 9 maggio 2006               |
| 27 | 16 aprile 2004              | ISBN 978-4-06-363358-0      | 12 giugno 2006              |
| 28 | 17 giugno 2004              | ISBN 978-4-06-363387-0      | 10 luglio 2006              |
| 29 | 17 agosto 2004              | ISBN 978-4-06-363412-9      | 8 agosto 2006               |
| 30 | 15 ottobre 2004             | ISBN 978-4-06-363435-8      | 11 settembre 2006           |
| 31 | 17 gennaio 2005             | ISBN 978-4-06-363471-6      | 7 ottobre 2006              |
| 32 | 17 marzo 2005               | ISBN 978-4-06-363496-9      | 7 novembre 2006             |
| 33 | 17 maggio 2005              | ISBN 978-4-06-363523-2      | 6 dicembre 2006             |
| 34 | 15 luglio 2005              | ISBN 978-4-06-363549-2      | 8 gennaio 2007              |
| 35 | 16 settembre 2005           | ISBN 978-4-06-363569-0      | 6 febbraio 2007             |

## Episodi
| Nº                            | Giapponese 「Kanji」 - Rōmaji                                     | In onda           | In onda |
| Nº                            | Giapponese 「Kanji」 - Rōmaji                                     | Giapponese        |         |
| Prima stagione (25 episodi)   |                                                                   |                   |         |
| 1                             | 「レイヴを継ぐ者」 - Reivu o Tsugu Mono                           | 13 ottobre 2001   |         |
| 2                             | 「爆炎のシュダ」 - Bakuen no Shuda                                | 20 ottobre 2001   |         |
| 3                             | 「伝説の鍛冶屋ムジカ」 - Densetsu no Kajiya Mujika                | 27 ottobre 2001   |         |
| 4                             | 「獣剣の男ランス」 - Jūken no Otoko Ransu                         | 3 novembre 2001   |         |
| 5                             | 「復活! テン・コマンドメンツ」 - Fukkatsu! Ten Komandomentsu      | 10 novembre 2001  |         |
| 6                             | 「対決! ムジカのふたつの剣」 - Taiketsu! Mujika no Futatsu no Ken | 17 novembre 2001  |         |
| 7                             | 「決着! 勝利の爆発の剣」 - Ketchaku! Shōri no Ekusupurōjon        | 24 novembre 2001  |         |
| 8                             | 「銀の旋律のムジカ」 - Shiruba Rizumu no Musika                   | 1º dicembre 2001  |         |
| 9                             | 「プルーのひみつ」 - Purū no Himitsu                              | 8 dicembre 2001   |         |
| 10                            | 「雷鳴の記憶」 - Raimei no Kioku                                  | 15 dicembre 2001  |         |
| 11                            | 「ダンシングヒーロー」 - Danshingu Hīrō                           | 22 dicembre 2001  |         |
| 12                            | 「ラストシーン」 - Rasuto Shīn                                    | 29 dicembre 2001  |         |
| 13                            | 「星降りの地」 - Hoshifuri no Chi                                 | 5 gennaio 2002    |         |
| 14                            | 「謎の暗殺者」 - Nazo no Ansatsusha                               | 12 gennaio 2002   |         |
| 15                            | 「第2のレイヴ」 - Dai-ni no Reivu                                 | 19 gennaio 2002   |         |
| 16                            | 「決闘! バニュッシュフィールド」 - Kettō! Banisshu Fīrudo         | 26 gennaio 2002   |         |
| 17                            | 「シュダ 天空に散る」 - Shuda, Tenkū ni Chiru                     | 2 febbraio 2002   |         |
| 18                            | 「ラプソディア爆発5秒前」 - Rapusodia Bakuhatsu Go-byō Mae        | 9 febbraio 2002   |         |
| 19                            | 「3173の女」 - 3173 no Onna                                       | 16 febbraio 2002  |         |
| 20                            | 「エリーの悲劇…」 - Erī no Higeki...                              | 23 febbraio 2002  |         |
| 21                            | 「激突! ハル対ジークハルト」 - Gekitotsu! Haru tai Jīku Haruto    | 2 marzo 2002      |         |
| 22                            | 「封印の剣 ルーンセイブ」 - Fūin no Ken: Rūnseibu                 | 9 marzo 2002      |         |
| 23                            | 「エーテリオン覚醒」 - Ēterion Kakusei                            | 16 marzo 2002     |         |
| 24                            | 「エリーとの約束」 - Erī to no Yakusoku                           | 23 marzo 2002     |         |
| 25                            | 「さらばソング大陸」 - Saraba Songu Tairiku                       | 30 marzo 2002     |         |
| Seconda stagione (26 episodi) |                                                                   |                   |         |
| 26                            | 「大強盗!ケツプリ団」 - Daigotō! Ketsupuri-dan                    | 6 aprile 2002     |         |
| 27                            | 「結界の都 ラーバリア」 - Kekkai no Miyako: Rābaria               | 13 aprile 2002    |         |
| 28                            | 「運命の絆」 - Unmei no Kizuna                                    | 20 aprile 2002    |         |
| 29                            | 「魔人の頭ゲイル!」 - Majin no Atama Geiru!                       | 27 aprile 2002    |         |
| 30                            | 「戦慄! 王宮守五神」 - Senritsu! Ōkyū Shugoshin                   | 4 maggio 2002     |         |
| 31                            | 「ファイナルカウントダウン」 - Fainaru Kauntodaun                 | 11 maggio 2002    |         |
| 32                            | 「第5の剣 ブルークリムゾン」 - Dai Go no Ken: Burū Kurimuzon      | 18 maggio 2002    |         |
| 33                            | 「蒼天四戦士クレア」 - Sōten Shisenshi Kurea                      | 25 maggio 2002    |         |
| 34                            | 「ゲイルとキング」 - Geiru to Kingu                               | 1º giugno 2002    |         |
| 35                            | 「戦う理由」 - Tatakau Wake                                       | 8 giugno 2002     |         |
| 36                            | 「哀しき空の向こうに…」 - Kanashiki Sora no Mukou ni...           | 15 giugno 2002    |         |
| 37                            | 「さらば友よ!」 - Saraba Tomoyo!                                  | 22 giugno 2002    |         |
| 38                            | 「星の記憶」 - Hoshi no Kioku                                     | 29 giugno 2002    |         |
| 39                            | 「RAVE誕生」 - Reivu Tanjō                                        | 6 luglio 2002     |         |
| 40                            | 「0065ブルー・レジェンド」 - 0065 Puru Regendo                    | 13 luglio 2002    |         |
| 41                            | 「決死の路上パフォーマンス」 - Kesshi no Rojō Pafōmansu           | 20 luglio 2002    |         |
| 42                            | 「空中カジノ エーデルレイク」 - Kūchū Kajino: Ederu Reiku         | 27 luglio 2002    |         |
| 43                            | 「ケツプリ団の大逆襲」 - Ketsupuri-dan Dai Gyakushū               | 3 agosto 2002     |         |
| 44                            | 「デスストーム突破!」 - Desu Sutōmu Toppa!                        | 10 agosto 2002    |         |
| 45                            | 「降臨 ダークブリングマスター」 - Korin: Dāku Buringu Masutā      | 17 agosto 2002    |         |
| 46                            | 「復活!! 六祈将軍」 - Fukkatsu!! Orashion Seisu                   | 23 agosto 2002    |         |
| 47                            | 「竜人の真実」 - Doragon Reisu no Shinjitsu                       | 31 agosto 2002    |         |
| 48                            | 「悲しき銀術師」 - Kanashiki Shiruba Kureimā                      | 7 settembre 2002  |         |
| 49                            | 「戦いの果てに」 - Tatakai no Hate Ni                             | 14 settembre 2002 |         |
| 50                            | 「記憶の扉」 - Kioku no Tobira                                    | 21 settembre 2002 |         |
| 51                            | 「未来への誓い」 - Mirai e no Chikai                              | 28 settembre 2002 |         |